# É-babbar
É-babar est un temple de la ville sumérienne de Larsa (en sumérien É signifie « temple »). On y adorait Shamash, divinité solaire appelée aussi Utu.
Après des repérages préliminaires effectués dans les années 1950-1970, Le site a été fouillé de 1974 à 1985 par une équipe française dirigée par Jean-Louis Huot. Les vestiges s'étendent sur près de 300 mètres de long. Les événements qui affectent l'Irak depuis la guerre du Koweit rendent incertaine la poursuite des fouilles.